# حد ائتمان
حد الائتمان هو الحد الأقصى لمبلغ الائتمان الذي تقدمه مؤسسة مالية أو مقرض آخر إلى المدين لخط ائتمان معين.
يعتمد هذا الحد على مجموعة متنوعة من العوامل التي تُراوح من قدرة الفرد على سداد مدفوعات الفائدة ، أو التدفق النقدي للمؤسسة أو قدرته على سداد ديون بطاقة الائتمان، وهو التزام على المستهلك بالدفع تمامًا مثل جميع الأجزاء الأخرى من الرصيد. تُجمع هذه العوامل من قبل المؤسسات في درجة الائتمان التي تستخدمها لتحديد الأهلية الائتمانية.